# Veske
Veske is een plaats in de Estlandse gemeente Saaremaa, provincie Saaremaa. De plaats heeft de status van dorp (Estisch: küla) en telt 49 inwoners (2021).
De plaats viel tot in oktober 2017 onder de gemeente Leisi. In die maand werd Leisi bij de fusiegemeente Saaremaa gevoegd.